# Astros II MLRS
L'Astros II (Artillery SaTuration ROcket System) est un lance-roquettes multiple produit au Brésil par Avibras. Il est capable de tirer des roquettes de 127 mm à 450 mm. Son châssis est basé sur un Tectran VBT-2028 6*6.

## Utilisation
Les Astros sont utilisés en batterie comprenant environ 13 véhicules : 6 véhicules lanceurs, 6 véhicules dédiés au rechargement, et un  treizième équipé d'un radar de contrôle. Chaque camion de rechargement dispose de 2 salves complètes.

## Variantes

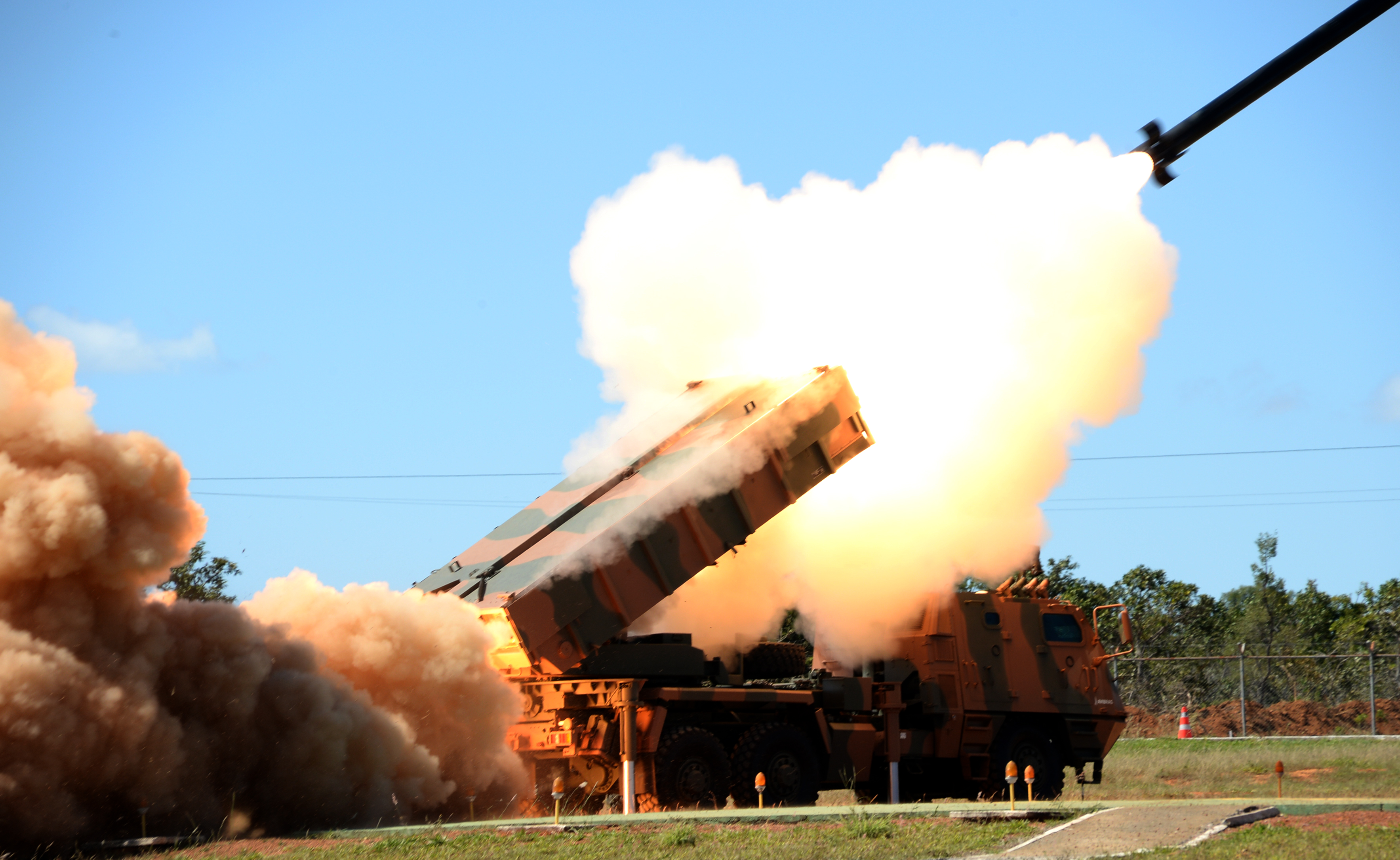
Tir d'une roquette par un Astros 2020 de l'armée de terre brésilienne.

- SS-09 TS: Fusée de 70mm pour l'entraînement. Portée de 4 à 10 km.
- SS-30: Fusée anti-personnel et anti-matériel non blindée de 127 mm. Portée de 9 à 40 km. Rayon de destruction jusqu'à 57 mètres.
- SS-40: Fusée anti-personnel et anti-blindage de 180 mm. Il dispose de 20 sous-munitions de 70 mm et fusible avec compteur de temps électronique. Portée 15 à 40 km.
- SS-40 G: Variante SS-40 pouvant être guidée dans la phase finale du vol. Portée de 16 à 40 km.
- SS-60: Cluster de 300 mm anti-personnel et anti-blindage. Il dispose de 65 sous-munitions de 70 mm et fusible avec compteur de temps électronique. Portée de 20 à 60 km.
- SS-80: Cluster de 300 mm anti-personnel et anti-blindage. Il dispose de 52 sous-munitions de 70 mm et fusible avec compteur de temps électronique. Portée de 20 à 90 km.
- SS-150: Fusée anti-personnel et anti-blindage de 450 mm. Fusée avec une portée de 150 km.
- FOG MPM: Missile à usages multiples guidés par fibre optique, Son rayon d'action est d'environ 60 km. Le poids est d'environ 34 kg. Son utilisation principale est un missile anti-char, anti-fortification et anti-hélicoptère.
- AV-TM-300: Missile de croisière tactique. La portée minimale de 30 km et maximale de 300 km et la limite supérieure peuvent être étendues. Il peut s'autodétruire au cours de sa trajectoire en cas de dysfonctionnement. Il peut avoir 65 sous-munitions utilisant l’ogive multiple (MW).

## Pays utilisateurs

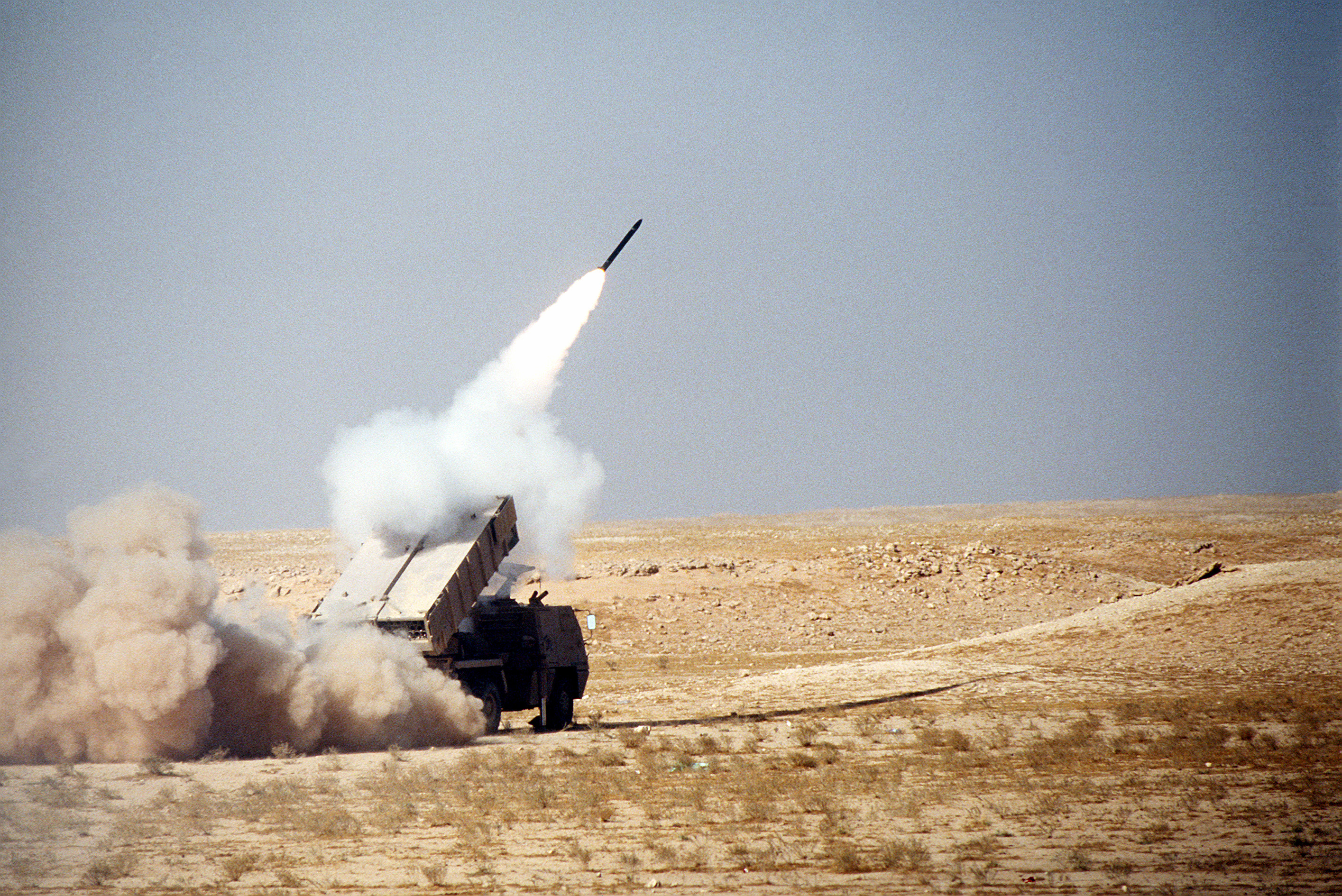
Tir d'une roquette par l’armée saoudienne durant la guerre du Golfe.

- Brésil 20 Astros II Mk3 plus 18 Astros II Mk3M et 26 Astros 2020 Mk6
- Malaisie 54 Astros II[2]
- Indonésie 36 Astros II en commande[3]
- Irak 66 Astros II (construit sous licence sous le nom Sajil-60).
- Qatar 1 batterie de voiture MK3. Être modernisé
- Arabie saoudite Armée de terre saoudienne 60 voitures Astros II
- L’armée saoudienne envisage de former un nouveau groupe composé de quatre batteries MK-6, composées de 40 à 60 véhicules.
- Malaisie 21 voitures Astros II MK-6
- Angola[4]
- Bahrein
- Émirats arabes unis